# In the night (Bax)
In the night is een compositie van Arnold Bax voor piano solo.
Bax schreef deze ongeveer zeven minuten lang durende passacaglia in 1914 en dateerde hem 6 november 1914. Vervolgens verdween het werk in de la, Bax heeft het nooit horen uitvoeren. Pas in 1986 bereikte het werk het publiek in een uitvoering van Martin Roscoe voor de British Broadcasting Corporation. Het uiterst romantisch werkje vormt een buitenbeentje binnen het oeuvre van Bax. Allmusic vergeleek het met het romantisch werk van Arnold Schönberg van voor zijn ommezwaai.